# Lilla Noran
Lilla Noran är en sjö i Säters kommun i Dalarna och ingår i Dalälvens huvudavrinningsområde. Sjön har en area på 0,471 kvadratkilometer och ligger 180,3 meter över havet. Sjön avvattnas av vattendraget Norboån.

## Delavrinningsområde
Lilla Noran ingår i det delavrinningsområde (668783-148123) som SMHI kallar för Utloppet av Lilla Noran. Medelhöjden är 226 meter över havet och ytan är 7,63 kvadratkilometer. Räknas de 3 avrinningsområdena uppströms in blir den ackumulerade arean 14,77 kvadratkilometer. Norboån som avvattnar avrinningsområdet har biflödesordning 3, vilket innebär att vattnet flödar genom totalt 3 vattendrag innan det når havet efter 235 kilometer. Avrinningsområdet består mestadels av skog (82 procent). Avrinningsområdet har 0,67 kvadratkilometer vattenytor vilket ger det en sjöprocent på 8,7 procent.